# رر بیوتی
رر بیوتی (به انگلیسی: Rare Beauty)، یک کمپانی لوازم آرایش آمریکایی است که توسط سلنا گومز بنیان‌گذاری شده که خودش هم مالک آن است. این شرکت با الگوگیری از سومین آلبوم استودیویی وی یعنی کمیاب (Rare)، قصد دارد با گسترش همه‌پذیری، پرداختن به ابتکارهای مربوطه و آموزش بهداشت روان، استانداردهای غیرواقعی کمال را بشکند.
رر بیوتی در ۳ سپتامبر ۲۰۲۰، به صورت ویژه از طریق وبگاه رسمی خود و در فروشگاه‌های سفورا در آمریکای شمالی راه‌اندازی شد.